# Escontria chiotilla
Escontria chiotilla là một loài thực vật có hoa trong họ Cactaceae. Loài này được (A.A.Weber ex K.Schum.) Rose mô tả khoa học đầu tiên năm 1906.

## Hình ảnh

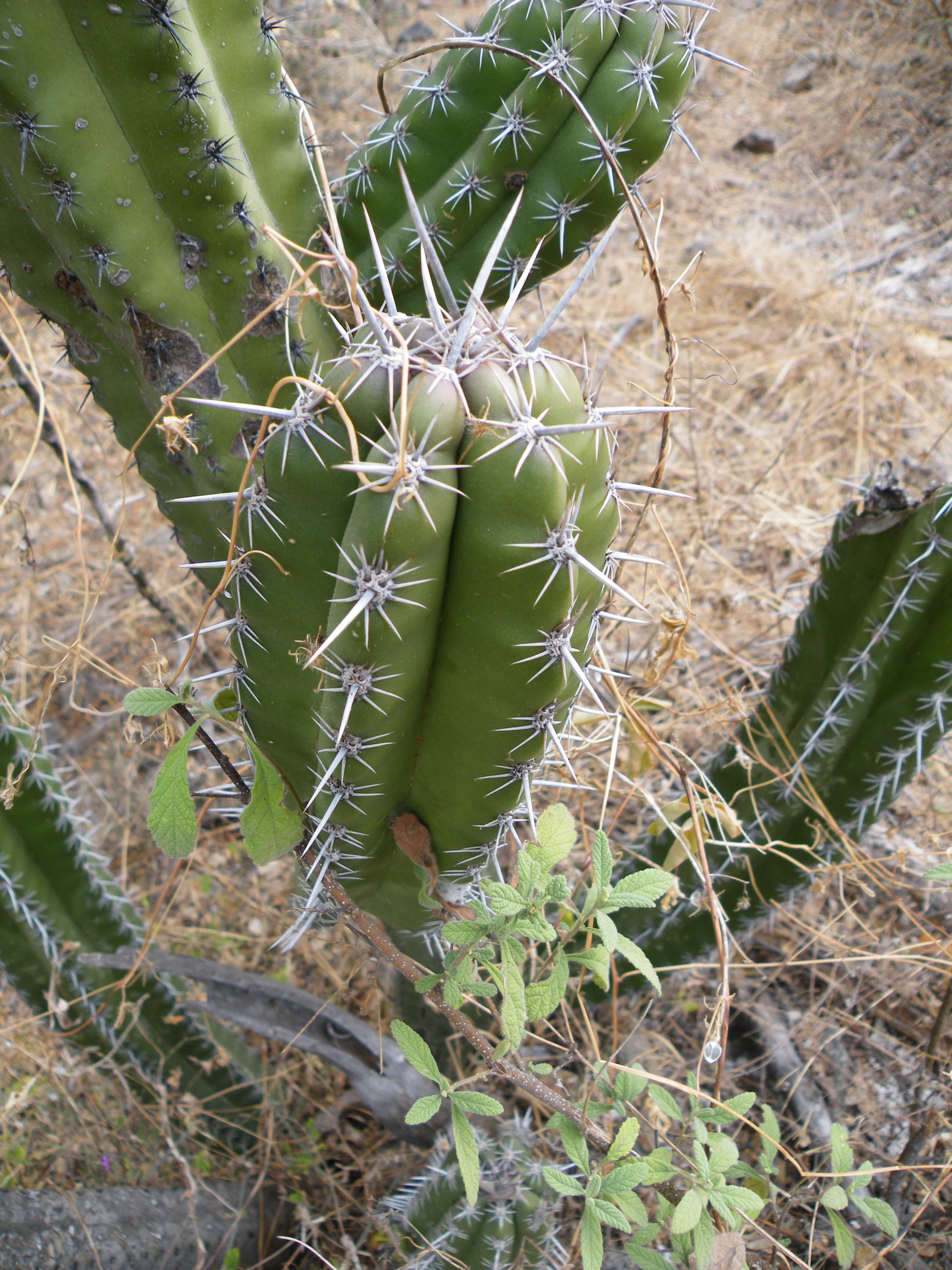